# Phaeosoma obscuricorne
Phaeosoma obscuricorne är en tvåvingeart som först beskrevs av Becker 1907.  Phaeosoma obscuricorne ingår i släktet Phaeosoma och familjen fläckflugor. Inga underarter finns listade i Catalogue of Life.